# Pronoo (Iliade)
Pronoo, (in greco Ρρόνοος), fu un guerriero troiano citato nell'Iliade nel libro relativo a Patroclo (XVI, v. 399).
Pronoo fu ucciso da Patroclo nell'azione bellica descritta nel libro XVI dell'Iliade. 
()